# 무쓰 (사과)

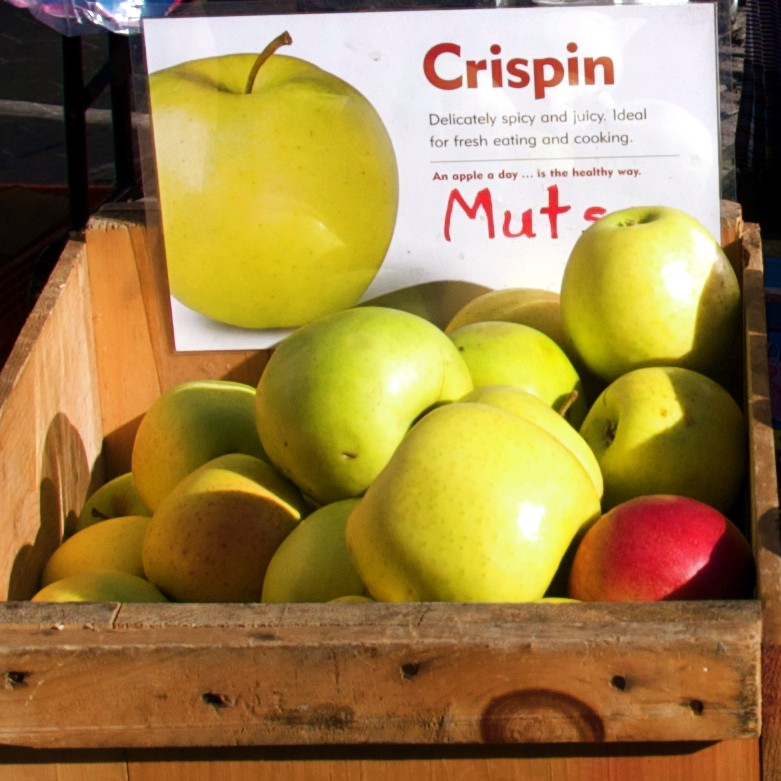

무쓰(陸奥) 또는 크리스핀(Crispin)은 1949년에 도입되었으며 일본 아오모리현에서 처음 재배된 '골든 딜리셔스' 사과 품종과 '인도'(Indo) 사과 품종의 교배종이다. 이 사과의 이름은 메이지 유신 당시 아오모리가 탄생한 무쓰국 도호쿠 지방의 넓은 지역의 이전 이름이다.
무쓰는 삼배체 품종이다. 수포 반점(Blister Spot)이라는 질병에 매우 취약하다.
무쓰는 흰색에서 녹황색까지 다양한 색상을 지닌 중대형 녹색 사과이다. 원형, 원뿔형 또는 직사각형일 수 있으며 측면이 동일하지 않다. 일반적으로 모양이나 크기가 균일하지 않다. 무쓰 사과의 황갈색은 껍질을 거의 덮지 않으며, 존재할 경우 연한 회색에서 갈색을 띈다.